# Charles Guiraist
Charles Guiraist (1887-1947) fue un deportista francés que compitió en vela en la clase tonelaje. Participó en los Juegos Olímpicos de París 1900, obteniendo una medalla de plata en la clase 3 – 10 Ton (regata 2).

## Palmarés internacional
| Juegos Olímpicos | Juegos Olímpicos | Juegos Olímpicos | Juegos Olímpicos      |
| Año              | Lugar            | Medalla          | Clase                 |
| ---------------- | ---------------- | ---------------- | --------------------- |
| 1900             | París (Francia)  | Medalla de plata | 3 – 10 Ton (regata 2) |